# Oakland (Florida)
Oakland is een town in Orange County in de Amerikaanse staat Florida. De plaats behoort tot de groep van kleine steden van Amerika, die daar towns worden genoemd.
Bij een telling in 2000 waren er 936 inwoners en in 2004 was dit aantal volgens het U.S. Census Bureau gegroeid naar 1057. Oakland is 4,2 km² groot en is in het westen van de staat Orange County gelegen.

## Plaatsen in de nabije omgeving
De onderstaande figuur toont nabijgelegen plaatsen in een straal van 16 km rond Oakland.